# 산청군·함양군·거창군·합천군
산청군·함양군·거창군·합천군은 대한민국의 국회의원 선거구이다. 경상남도 산청군, 함양군, 거창군, 합천군을 관할한다. 현 지역구 국회의원은 국민의힘의 신성범이다.

## 역사
제20대 국회의원 선거를 앞두고 실시된 선거구 개편 과정에서 산청군·함양군·거창군 선거구에 합천군이 편입되면서 신설되었다.

## 관할 구역
| 대수  | 관할 구역                                       |
| ----- | ----------------------------------------------- |
| 20대~ | 산청군 일원 함양군 일원 거창군 일원 합천군 일원 |

## 역대 국회의원
| 선거   | 정당 | 정당     | 의원   |
| ------ | ---- | -------- | ------ |
| 2016년 |      | 새누리당 | 강석진 |
| 2020년 |      | 무소속   | 김태호 |
| 2024년 |      | 국민의힘 | 신성범 |

## 역대 선거 결과

### 대한민국 제20대 국회의원 선거
|  | 62.67% |

|  | 25.55% |

|  | 6.37% |

|  | 5.38% |

### 대한민국 제21대 국회의원 선거
|  | 42.59% |

|  | 36.46% |

|  | 17.94% |

|  | 1.06% |

|  | 0.75% |

|  | 0.62% |

|  | 0.55% |

### 대한민국 제22대 국회의원 선거
|  | 70.99% |

|  | 29.00% |